# Idioma adnyamathanha
El idioma adnyamathanha (pronunciado  /'ɑːdnjəmʌdənə/), también conocido como  yura ngarwala y otros nombres, y kuyani, también conocido como guyani y otras variantes, son dos lenguas aborígenes australianas estrechamente relacionadas. Son lenguas tradicionales de los pueblos Adnyamathanha y Kuyani, de las Cordilleras Flinders y al oeste de Flinders respectivamente, en Australia del Sur.
Según el censo australiano de 2016, había alrededor de 140 hablantes de adnyamathanha, lo que lo convierte en una lengua en peligro de extinción; no se han registrado hablantes de kuyani desde 1975. El primer diccionario bilingüe del idioma se publicó en noviembre de 2020.
La expesión Witchetty grub proviene de Adnyamathanha.

## Clasificación
Mientras que R. M. W. Dixon clasifica el adnyamathanha y el guyani como un solo idioma, Ethnologue, Glottolog y AIATSIS los trata como idiomas separados, L10: Adnyamathanha y L9: Kuyani.

## Hablantes
Las estimaciones sobre el número de personas que hablan adnyamathanha son variables, aunque es una lengua en grave peligro de extinción. Según Oates (1973) solo había 30 hablantes, alrededor de 20 según Schmidt en 1990, 127 en el censo australiano de 1996 y alrededor de 140 contados en el censo de 2016.

## Gramática
El adnyamathanha tiene un sistema complejo de pronombres personales. Hay 10 formas diferentes de decir nosotros "tú y yo" (primera persona dual), dependiendo de la relación entre el hablante y el destinatario.

## Primer diccionario (2020)
El lingüista Bernhard Schebeck viajó a la región Nepabunna en la década de 1970 y escribió An Adnyamathanha-English Research Dictionary en 2000, que era "Sólo para uso privado o interno, no para publicación". Dorothy Tunbridge, un lingüista de Canberra y autor de Flinders Ranges Dreaming Visitó la zona en la década de 1980. Ambos contribuyeron mucho al conocimiento del idioma, pero ninguno registró todas las palabras que conocían los hablantes locales.
En noviembre de 2020, se publicó el primer diccionario y gramática bilingüe Adnyamathanha/inglés, con traducciones desde y hacia cada idioma. Compilado por Terrence Coulthard y su esposa Josephine, la Guía cultural y libro de idiomas Adnyamathanha de 400 páginas incluye descripciones de prácticas culturales, songlines (muda), el sistema de parentesco adnyamathanha y la historia social. Terrence, un hablante de adnyamathanha, había estado recopilando información sobre la cultura y el idioma durante 40 años, basándose en el trabajo anterior de Schebeck y Tunbridge. Lingüistas y otros del Mobile Language de Adelaide University El equipo ayudó a la pareja a finalizar el trabajo en el libro entre 18 meses y dos años antes de su publicación.
Los Coulthard dirigen Iga Warta, una empresa de turismo cultural, ubicada cerca de Nepabunna en las Gammon Ranges, el sitio de una misión donde creció Terrence. Iga Warta significa "naranja nativa", nombrado por el botánico inglés del siglo XIX John Lindley como Capparis mitchelii.

## Palabras

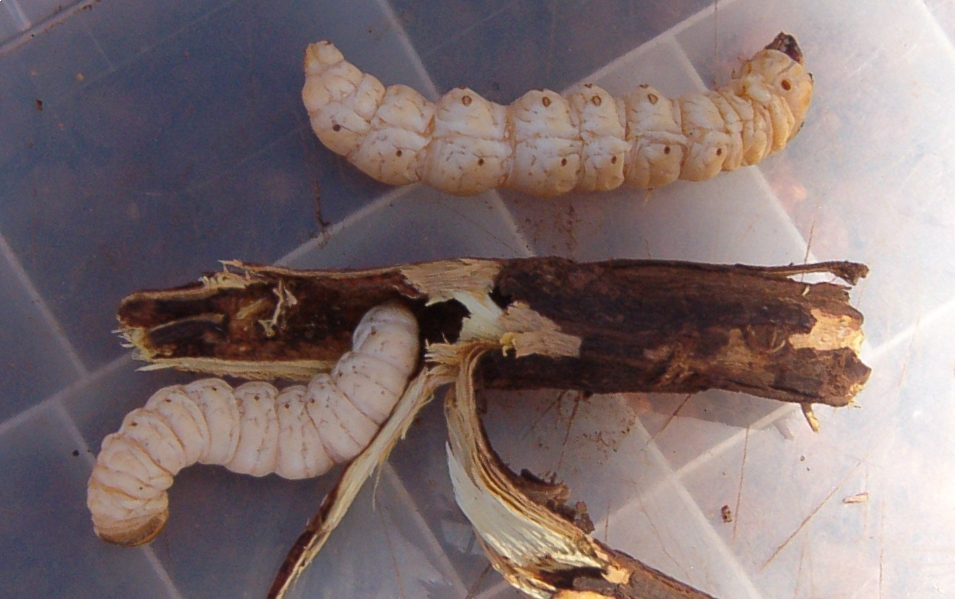
Una pareja de witchetty grubs.

- "Witchetty grub": La palabra witchetty proviene de la palabra adynyamathanha. witjuri,[10] de wityu, que significa "palo con gancho" y vartu, que significa "comida". Tradicionalmente es raro que los hombres excaven en busca de ellos. Las larvas de Witchetty aparecen como Dreamings en muchas pinturas aborígenes.[cita requerida]
- muda – línea de canción

## Nombres
Este idioma ha sido conocido por muchos nombres y variantes ortográficas de los nombres, incluidos:
- Adnyamathanha, Adynyamathanha, Adjnjamathanha, Atʸnʸamat̪an̪a, Adnjamathanha, Adnyamathana, Anyamathana, Ad'n'amadana, Anjimatana, Anjiwatana, Unyamootha
- Wailpi, Wailbi, Waljbi, Wipie, el nombre de un dialecto
- Archualda
- Benbakanjamata
- Binbarnja
- Gadjnjamada, Kanjimata, Keydnjmarda
- Jandali
- Mardala
- Nimalda
- Nuralda
- Umbertana
- Yura ngarwala

Yura ngarwala es un término ampliamente utilizado para el idioma Adnyamathanha. Se traduce literalmente como "la gente habla". Sin embargo, en los tiempos modernos yura ha llegado a significar "persona Adnyamathanha", en lugar de "persona" en general, por lo que el término se traduce como "habla de persona Adnyamathanha".
Guyani también se escribe Kijani, Kuyani, Kwiani.

## Fonología
Adjnjamathanha y Guyani tienen el mismo inventario fonémico.

### Vocales
|         | Anterior | Posterior |
| ------- | -------- | --------- |
| Cerrada | i iː     | u uː      |
| Abierta | a aː     | a aː      |

### Consonantes
La mayoría de las nasales y laterales son alofónicamente preparada.
|                   |                   | Periférica | Periférica | Laminal  | Laminal    | Apical  | Apical |     |
| Labial            | Velar             | Palatal    | Dental     | Alveolar | Retrofleja | Glottal |        |     |
| ----------------- | ----------------- | ---------- | ---------- | -------- | ---------- | ------- | ------ | --- |
| Oclusiva          | sorda             | p          | k          | c        | t̪          | t       | ʈ      | (ʔ) |
| Oclusiva          | sonora            |            |            |          |            |         | (ɖ )   |     |
| Fricativa         | sonora            | (v)        |            |          |            |         |        |     |
| Nasal             | Nasal             | m ~ bm     | ŋ          | ɲ ~ ɟɲ   | n̪ ~ d̪n̪     | n ~ dn  | ɳ ~ ɖɳ |     |
| Lateral           | Lateral           |            |            | ʎ ~ ɟʎ   | l̪ ~ d̪l̪     | l ~ dl  | ɭ ~ ɖɭ |     |
| Vibrante simple   | Vibrante simple   |            |            |          |            | ɾ       | ɽ      |     |
| Vibrante múltiple | Vibrante múltiple |            |            |          |            | r       |        |     |
| Aproximante       | Aproximante       | w          | w          | j        |            |         | ɻ      |     |

[v] puede ser un alófono de /p/.

### Historia
Si bien Guyani, estrechamente relacionado, conserva las oclusivas iniciales de las palabras, Adnyamathanha ha sufrido una lenición sistemática de oclusivas en esta posición. El antiguo *p se ha convertido en [v], el antiguo *t̪ y probablemente también *c se han convertido en /j/ , y el antiguo *k ha desaparecido por completo.